# Damdubbel i badminton vid olympiska sommarspelen 2016
Damdubbel i badminton vid olympiska sommarspelen 2016 spelades mellan 11 och 18 augusti i Riocentro – Pavilion 4. Den 21 juli avgjordes seedningen.

## Medaljörer
| Gren   | Guld                                    | Silver                                           | Brons                                    |
| Dubbel | Ayaka Takahashi, Misaki Matsutomo Japan | Christinna Pedersen, Kamilla Rytter Juhl Danmark | Jung Kyung-eun, Shin Seung-chan Sydkorea |

## Resultat

### Gruppspel

#### Grupp A
| Misaki Matsutomo / Ayaka Takahashi (JPN)            | 3 | 3 | 0 | 6 | 0 | 3 |
| Eefje Muskens / Selena Piek (NED)                   | 3 | 2 | 1 | 4 | 3 | 2 |
| Puttita Supajirakul / Sapsiree Taerattanachai (THA) | 3 | 1 | 2 | 2 | 4 | 1 |
| Jwala Gutta / Ashwini Ponnappa (IND)                | 3 | 0 | 3 | 1 | 6 | 0 |

| Lag 1                                  | Resultat          | Lag 2                                  |
| 11 augusti, 08:00                      | 11 augusti, 08:00 | 11 augusti, 08:00                      |
| -------------------------------------- | ----------------- | -------------------------------------- |
| M Matsutomo / A Takahashi (JPN)        | 21–15 21–10       | J Gutta / A Ponnappa (IND)             |
| 11 augusti, 15:55                      |                   |                                        |
| E Muskens / S Piek (NED)               | 21–13 22–20       | P Supajirakul / S Taerattanachai (THA) |
| 12 augusti, 08:25                      |                   |                                        |
| M Matsutomo / A Takahashi (JPN)        | 21–15 21–15       | P Supajirakul / S Taerattanachai (THA) |
| 12 augusti, 09:00                      |                   |                                        |
| E Muskens / S Piek (NED)               | 21–16 16–21 –17   | J Gutta / A Ponnappa (IND)             |
| 13 augusti, 08:00                      |                   |                                        |
| M Matsutomo / A Takahashi (JPN)        | 21–9 21–11        | E Muskens / S Piek (NED)               |
| 13 augusti, 10:45                      |                   |                                        |
| P Supajirakul / S Taerattanachai (THA) | 21–17 21–15       | J Gutta / A Ponnappa (IND)             |

#### Grupp B
| Lag                                             | Pld | W | L | SW | SL | PW  | PL  | Pts |
| ----------------------------------------------- | --- | - | - | -- | -- | --- | --- | --- |
| Jung Kyung-eun / Shin Seung-chan (KOR)          | 3   | 2 | 1 | 4  | 2  | 118 | 92  | 2   |
| Christinna Pedersen / Kamilla Rytter Juhl (DEN) | 3   | 2 | 1 | 4  | 2  | 113 | 91  | 2   |
| Luo Ying / Luo Yu (CHN)                         | 3   | 2 | 1 | 4  | 2  | 108 | 100 | 2   |
| Eva Lee / Paula Lynn Obanana (USA)              | 3   | 0 | 3 | 0  | 6  | 70  | 126 | 0   |

| Lag 1                            | Resultat          | Lag 2                            |
| 11 augusti, 09:35                | 11 augusti, 09:35 | 11 augusti, 09:35                |
| -------------------------------- | ----------------- | -------------------------------- |
| C Pedersen / K Rytter Juhl (DEN) | 11–21 18–21       | Luo Y / Luo Y (CHN)              |
| 11 augusti, 20:30                |                   |                                  |
| Jung K-e / Shin S-c (KOR)        | 21–14 21–12       | E Lee / P L Obanana (USA)        |
| 12 augusti, 15:55                |                   |                                  |
| C Pedersen / K Rytter Juhl (DEN) | 21–9 21–6         | E Lee / P L Obanana (USA)        |
| 12 augusti, 19:30                |                   |                                  |
| Jung K-e / Shin S-c (KOR)        | 21–10 21–14       | Luo Y / Luo Y (CHN)              |
| 13 augusti, 15:55                |                   |                                  |
| Jung K-e / Shin S-c (KOR)        | 16–21 18–21       | C Pedersen / K Rytter Juhl (DEN) |
| 13 augusti, 19:30                |                   |                                  |
| Luo Y / Luo Y (CHN)              | 21–14 21–15       | E Lee / P L Obanana (USA)        |

#### Grupp C
| Lag                                             | Pld | W | L | SW | SL | Pts |
| ----------------------------------------------- | --- | - | - | -- | -- | --- |
| Nitya Krishinda Maheswari / Greysia Polii (INA) | 3   | 3 | 0 | 6  | 0  | 3   |
| Vivian Hoo Kah Mun / Woon Khe Wei (MAS)         | 3   | 2 | 1 | 4  | 2  | 2   |
| Heather Olver / Lauren Smith (GBR)              | 3   | 1 | 2 | 2  | 5  | 1   |
| Poon Lok Yan / Tse Ying Suet (HKG)              | 3   | 0 | 3 | 1  | 6  | 0   |

| Lag 1                           | Resultat          | Lag 2                           |
| 11 augusti, 10:10               | 11 augusti, 10:10 | 11 augusti, 10:10               |
| ------------------------------- | ----------------- | ------------------------------- |
| N K Maheswari / G Polii (INA)   | 21–9 21–11        | Poon L Y / Tse Y S (HKG)        |
| 11 augusti, 11:55               |                   |                                 |
| Vivian Hoo K M / Woon K W (MAS) | 21–17 24–22       | H Olver / L Smith (GBR)         |
| 12 augusti, 10:10               |                   |                                 |
| Vivian Hoo K M / Woon K W (MAS) | 21–15 21–13       | Poon L Y / Tse Y S (HKG)        |
| 12 augusti, 15:30               |                   |                                 |
| N K Maheswari / G Polii (INA)   | 21–10 21–13       | H Olver / L Smith (GBR)         |
| 13 augusti, 09:35               |                   |                                 |
| N K Maheswari / G Polii (INA)   | 21–19 21–19       | Vivian Hoo K M / Woon K W (MAS) |
| 13 augusti, 21:05               |                   |                                 |
| H Olver / L Smith (GBR)         | 21–17 18–21 –16   | Poon L Y / Tse Y S (HKG)        |

#### Grupp D
| Lag                                     | Pld | W | L | SW | SL | Pts |
| --------------------------------------- | --- | - | - | -- | -- | --- |
| Chang Ye-na / Lee So-hee (KOR)          | 3   | 3 | 0 | 6  | 2  | 3   |
| Tang Yuanting / Yu Yang (CHN)           | 3   | 2 | 1 | 5  | 2  | 2   |
| Gabriela Stoeva / Stefani Stoeva (BUL)  | 3   | 1 | 2 | 2  | 4  | 1   |
| Johanna Goliszewski / Carla Nelte (GER) | 3   | 0 | 3 | 1  | 6  | 0   |

| Lag 1                     | Resultat          | Lag 2                         |
| 11 augusti, 15:30         | 11 augusti, 15:30 | 11 augusti, 15:30             |
| ------------------------- | ----------------- | ----------------------------- |
| Chang Y-n / Lee S-h (KOR) | 24–22 21–15       | G Stoeva / S Stoeva (BUL)     |
| 11 augusti, 15:30         |                   |                               |
| Tang YT / Yu Y (CHN)      | 21–10 21–11       | J Goliszewski / C Nelte (GER) |
| 12 augusti, 10:10         |                   |                               |
| Chang Y-n / Lee S-h (KOR) | 21–18 18–21 –17   | J Goliszewski / C Nelte (GER) |
| 12 augusti, 15:55         |                   |                               |
| Tang YT / Yu Y (CHN)      | 21–14 21–11       | G Stoeva / S Stoeva (BUL)     |
| 13 augusti, 08:00         |                   |                               |
| Tang YT / Yu Y (CHN)      | 18–21 –14 11–21   | Chang Y-n / Lee S-h (KOR)     |
| 13 augusti, 20:30         |                   |                               |
| G Stoeva / S Stoeva (BUL) | 21–14 21–19       | J Goliszewski / C Nelte (GER) |

### Slutspel
|  | Kvartsfinaler | Kvartsfinaler                                       | Kvartsfinaler                                       | Kvartsfinaler                                       | Kvartsfinaler |                                            |                                                     | Semifinaler                                  | Semifinaler | Semifinaler | Semifinaler | Semifinaler |            |    | Final | Final                                        | Final | Final | Final | Final | Final |
|  |               |                                                     |                                                     |                                                     |               |                                            |                                                     |                                              |             |             |             |             |            |    |       |                                              |       |       |       |       |       |
|  | A1            | Misaki Matsutomo (JPN) Ayaka Takahashi (JPN)        | 21                                                  | 18                                                  | 21            |                                            |                                                     |                                              |             |             |             |             |            |    |       |                                              |       |       |       |       |       |
|  | C2            | Vivian Hoo Kah Mun (MAS) Woon Khe Wei (MAS)         | 16                                                  | 21                                                  | 9             |                                            |                                                     |                                              |             |             |             |             |            |    |       |                                              |       |       |       |       |       |
|  | C2            | Vivian Hoo Kah Mun (MAS) Woon Khe Wei (MAS)         | 16                                                  | 21                                                  | 9             |                                            | A1                                                  | Misaki Matsutomo (JPN) Ayaka Takahashi (JPN) | 21          | 21          |             |             |            |    |       |                                              |       |       |       |       |       |
|  |               |                                                     |                                                     |                                                     |               |                                            | A1                                                  | Misaki Matsutomo (JPN) Ayaka Takahashi (JPN) | 21          | 21          |             |             |            |    |       |                                              |       |       |       |       |       |
|  |               | B1                                                  | Jung Kyung-eun (KOR) Shin Seung-chan (KOR)          | 16                                                  | 15            |                                            |                                                     |                                              |             |             |             |             |            |    |       |                                              |       |       |       |       |       |
|  | B1            | B1                                                  | Jung Kyung-eun (KOR) Shin Seung-chan (KOR)          | 16                                                  | 15            | Jung Kyung-eun (KOR) Shin Seung-chan (KOR) | 21                                                  | 20                                           | 21          |             |             |             |            |    |       |                                              |       |       |       |       |       |
|  | B1            |                                                     |                                                     |                                                     |               | Jung Kyung-eun (KOR) Shin Seung-chan (KOR) | 21                                                  | 20                                           | 21          |             |             |             |            |    |       |                                              |       |       |       |       |       |
|  | A2            | Eefje Muskens (NED) Selena Piek (NED)               | 13                                                  | 22                                                  | 14            |                                            |                                                     |                                              |             |             |             |             |            |    |       |                                              |       |       |       |       |       |
|  |               |                                                     |                                                     |                                                     |               |                                            |                                                     |                                              |             |             |             |             |            |    | A1    | Misaki Matsutomo (JPN) Ayaka Takahashi (JPN) | 18    | 21    | 21    |       |       |
|  |               |                                                     | B2                                                  | Christinna Pedersen (DEN) Kamilla Rytter Juhl (DEN) | 21            | 9                                          | 19                                                  |                                              |             |             |             |             |            |    |       |                                              |       |       |       |       |       |
|  | D2            | Tang Yuanting (CHN) Yu Yang (CHN)                   | 21                                                  | 21                                                  |               |                                            |                                                     |                                              |             |             |             |             |            |    |       |                                              |       |       |       |       |       |
|  | C1            | Nitya Krishinda Maheswari (INA) Greysia Polii (INA) | 11                                                  | 14                                                  |               |                                            |                                                     |                                              |             |             |             |             |            |    |       |                                              |       |       |       |       |       |
|  | C1            | Nitya Krishinda Maheswari (INA) Greysia Polii (INA) | 11                                                  | 14                                                  |               | D2                                         | Tang Yuanting (CHN) Yu Yang (CHN)                   | 16                                           | 21          | 19          |             |             |            |    |       |                                              |       |       |       |       |       |
|  |               |                                                     |                                                     |                                                     |               | D2                                         | Tang Yuanting (CHN) Yu Yang (CHN)                   | 16                                           | 21          | 19          |             |             |            |    |       |                                              |       |       |       |       |       |
|  |               | B2                                                  | Christinna Pedersen (DEN) Kamilla Rytter Juhl (DEN) | 21                                                  | 14            | 21                                         |                                                     |                                              | Bronsmatch  | Bronsmatch  | Bronsmatch  | Bronsmatch  | Bronsmatch |    |       |                                              |       |       |       |       |       |
|  | B2            | B2                                                  | Christinna Pedersen (DEN) Kamilla Rytter Juhl (DEN) | 21                                                  | 14            | 21                                         | Christinna Pedersen (DEN) Kamilla Rytter Juhl (DEN) | 28                                           | Bronsmatch  | Bronsmatch  | Bronsmatch  | Bronsmatch  | Bronsmatch | 18 | 21    |                                              |       |       |       |       |       |
|  | B2            |                                                     |                                                     |                                                     |               |                                            | Christinna Pedersen (DEN) Kamilla Rytter Juhl (DEN) | 28                                           |             |             |             |             |            | 18 | 21    |                                              |       |       |       |       |       |
|  | D1            | Chang Ye-na (KOR) Lee So-hee (KOR)                  | 26                                                  | 21                                                  | 15            |                                            |                                                     |                                              |             |             |             |             |            |    | B1    | Jung Kyung-eun (KOR) Shin Seung-chan (KOR)   | 21    | 21    |       |       |       |
|  |               |                                                     |                                                     |                                                     |               |                                            |                                                     |                                              |             |             |             |             |            |    | D2    | Tang Yuanting (CHN) Yu Yang (CHN)            | 8     | 17    |       |       |       |